# جيري الفأر
جيري ماوس (بالإنجليزية: Jerry Mouse)‏ أو "الفأر جيري" هو شخصية خيالية لفأر من ابتكار ويليام هانا وجوزيف باربيرا، جيري هو إحدى الشخصيتين الأساسيتين في سلسلة توم وجيري بجانب شخصية توم القط. وهو مختلف عن جيري الموجود في مسلسل أبناء توم وجيري، حيث من المفترض أن يكون هذا الأخير ابنا لجيري الحقيقي. كما يظهر في السلسلة إلى جانب جيري عدة فئران أخرى كلها تتميز إما بالذكاء أو الدهاء وعدم الخوف من القط توم.

## مواصفات جيري
جيري هو فأر ماكر وذكي رغم أنه صغير الحجم إلا أنه يستخدم عقله لينصب خططه المذهلة، وكثيرا ما يزعج توم مما يدفع توم لمطاردته، وهو يكره توم وأصدقائه ويحب مساعدة الشخصيات الأخرى التي يكرهها توم كالبطة والعصفور والسمكة، ويحب كثيرا الجبن والحليب.

## أول ظهور للفأر جيري
تظهر شخصية جيري لأول مرة في حلقة القط يتلقى ركلة (Puss Gets The Boot). ويظهر جيري فيها شاحب اللون نظرا لرداءة القالب الذي رُسم عليه، حيث أعيد رسمه في الحلقات التالية بميزانية أكبر. ومن يومها لم يتغير وجه جيري ثانية.